# Zonsverduisteringen van 1551 t/m 1560
De periode 1551 t/m 1560 bevat 23 zonsverduisteringen. Deze zijn onderverdeeld in de volgende typen:
- 8 totale
- 7 ringvormige
- 0 hybride
- 8 gedeeltelijke

## Overzicht
Onderstaand overzicht bevat alle details van deze zonsverduisteringen.
| Datum        | UTC op Max | Type         | Stijl                    | Saros nr | Magni- tude | Lengte op Max | Coördinaten op Max |
| ------------ | ---------- | ------------ | ------------------------ | -------- | ----------- | ------------- | ------------------ |
| 7 mrt. 1551  | 10:05:18   | gedeeltelijk |                          | 132      | 0.8730      | -             | 72.2z 126.5o       |
| 31 aug. 1551 | 12:53:01   | totaal       | centraal                 | 137      | 1.0460      | 2m 52s        | 65.7n 28.4o        |
| 25 jan. 1552 | 20:19:44   | gedeeltelijk |                          | 104      | 0.6655      | -             | 70.0n 156.6w       |
| 21 juli 1552 | 15:03:48   | ringvormig   | centraal geen zuiddgrens | 109      | 0.9742      | 2m 5s         | 62.9z 64.6w        |
| 14 jan. 1553 | 07:28:09   | totaal       | centraal                 | 114      | 1.0263      | 2m 41s        | 6.3n 68.3o         |
| 10 juli 1553 | 18:36:34   | ringvormig   | centraal                 | 119      | 0.9509      | 6m 46s        | 6.8n 98.5w         |
| 3 jan. 1554  | 22:49:38   | totaal       | centraal                 | 124      | 1.0474      | 4m 0s         | 35.8z 158.1w       |
| 29 juni 1554 | 19:10:40   | ringvormig   | centraal                 | 129      | 0.9546      | 4m 22s        | 54.0n 104.8w       |
| 24 dec. 1554 | 13:45:21   | totaal       | centraal                 | 134      | 1.0075      | 0m 25s        | 87.5z 159.2o       |
| 20 mei 1555  | 14:06:06   | gedeeltelijk |                          | 101      | 0.2696      | -             | 64.0z 3.3o         |
| 19 juni 1555 | 00:07:16   | gedeeltelijk |                          | 139      | 0.5290      | -             | 66.5n 6.6o         |
| 14 nov. 1555 | 07:19:27   | gedeeltelijk |                          | 106      | 0.5423      | -             | 63.3n 109.4o       |
| 9 mei 1556   | 04:53:36   | totaal       | centraal                 | 111      | 1.0673      | 5m 58s        | 16.0z 117.8o       |
| 2 nov. 1556  | 07:22:13   | ringvormig   | centraal                 | 116      | 0.9190      | 10m 24s       | 15.5n 78.9o        |
| 28 apr. 1557 | 21:59:05   | totaal       | centraal                 | 121      | 1.0692      | 5m 42s        | 24.0n 153.1w       |
| 22 okt. 1557 | 07:49:28   | ringvormig   | centraal                 | 126      | 0.9482      | 5m 40s        | 21.1z 56.0o        |
| 18 apr. 1558 | 12:39:27   | totaal       | centraal                 | 131      | 1.0132      | 0m 50s        | 64.1n 67.8w        |
| 11 okt. 1558 | 14:58:55   | ringvormig   | centraal                 | 136      | 0.9971      | 0m 12s        | 56.5z 90.3w        |
| 9 mrt. 1559  | 05:23:01   | gedeeltelijk |                          | 103      | 0.6598      | -             | 60.8z 166.6w       |
| 1 sep. 1559  | 20:13:59   | gedeeltelijk |                          | 108      | 0.8172      | -             | 61.1n 25.3w        |
| 1 okt. 1559  | 04:46:46   | gedeeltelijk |                          | 146      | 0.1083      | -             | 61.3z 3.4o         |
| 26 feb. 1560 | 05:00:44   | ringvormig   | centraal                 | 113      | 0.9299      | 7m 22s        | 29.9z 123.5o       |
| 21 aug. 1560 | 12:30:55   | totaal       | centraal                 | 118      | 1.0469      | 3m 44s        | 29.7n 5.3o         |

### Legenda
| Kolomhoofd         | Uitleg                                                                                                |
| ------------------ | --- |
| Datum              | Datum op het moment van het maximum van de eclips                                                     |
| UTC op Max         | Tijd in UTC op het moment van het maximum van de eclips                                               |
| Type               | Type van de eclips                                                                                    |
| Stijl              | Binnen een type zijn verschillende stijlen mogelijk                                                   |
| Sarosnr            | Het nr van de sarosreeks waartoe de eclips behoort                                                    |
| Magnitude          | Percentage van verduistering van de middellijn van de zon op het moment van het maximum van de eclips |
| Lengte op Max      | Tijdsduur van de eclips op de plek met het maximum                                                    |
| Coördinaten op Max | Coördinaten op het moment van het maximum van de eclips                                               |